# Phoradendron poeppigii
Phoradendron poeppigii là một loài thực vật có hoa trong họ Santalaceae. Loài này được (Tiegh.) Kuijt miêu tả khoa học đầu tiên năm 1961.